# 阿里萨比耶
阿里萨比耶（阿拉伯语：‎）是吉布提的第二大城市。 它位于吉布提市西南约93公里（58英里），与埃塞俄比亚边界以北10公里（6英里）。 它在一个广泛的盆地蔓延，周围是花岗岩山脉四周。 阿里萨比耶着名的地标位于城市附近。